# Antepipona menkei
Antepipona menkei är en stekelart som beskrevs av Giordani Soika 1986. Antepipona menkei ingår i släktet Antepipona och familjen Eumenidae. Inga underarter finns listade i Catalogue of Life.